# 圖爾達峽谷
圖爾達峽谷（羅馬尼亞語：Cheile Turzii）是位於羅馬尼亞特蘭西瓦尼亞地區城市圖爾達的一個峽谷。峽谷長2,900米。圖爾達峽谷有洞穴约有60个，几乎全部都是小型洞穴。

## 外部連結
- Turda Gorges Wallpapers （页面存档备份，存于）
- Turda tourism （页面存档备份，存于）
- Cheile Turzii （页面存档备份，存于）

46°33′50″N 23°40′45″E / 46.56389°N 23.67917°E